# Thomas Pokorný
Thomas Pokorný (auch Tomáš Pokorný; * 30. Dezember 1965 in Prag, Tschechoslowakei) ist ein ehemaliger deutsch-tschechischer Eishockeyspieler, der während seiner Karriere unter anderem für den ECD Sauerland und SC Riessersee in der Bundesliga aktiv war.

## Karriere
Pokorný begann seine Karriere im Nachwuchs des HC Sparta Prag, wo er ab der Saison 1982/83 im Kader der Juniorenmannschaft stand. Durch die gezeigten Leistungen, wurden die Talent-Scouts des damaligen ECD Sauerland auf den Linksschützen aufmerksam und transferierten ihn im Sommer 1983 nach Deutschland. Nachdem er in seinem ersten Spieljahr in Iserlohn zunächst nur für die Juniorenmannschaft aufs Eis gegangen war, absolvierte er in der darauffolgenden Spielzeit erstmals 33 Partien für die Profimannschaft in der damals höchsten deutschen Eishockeyliga, der 1. Bundesliga. Es folgte eine weitere Saison beim ECD, ehe sich der gebürtige Tscheche zur Saison 1986/87 dem SC Riessersee anschloss. Dort konnte der Linksschütze in 25 Partien zwei Scorerpunkte erzielen. Da sein Vertrag zum Saisonende nicht verlängert wurde, wechselte er zum EV Duisburg. Beim EVD gelang ihm der Durchbruch. Mit 58 erzielten Punkten in 29 Einsätzen gehörte er zu den besten Stürmern der Liga.
In den folgenden Jahren ging der Offensivspieler für den EHC 80 Nürnberg, den EC Kassel, den EV Ravensburg und den 1. EV Weiden aufs Eis. Während der Saison 1994/95 transferierten ihn die Verantwortlichen des ERC Ingolstadt aus Weiden nach Ingolstadt, mit denen er ebenfalls in der 2. Liga Süd aktiv war. Nachdem er beim ERC gute Leistungen gezeigt und zu den punktbesten Spielern seines Teams gehört hatte, unterschrieb er im Sommer 1996 einen Vertrag beim ERC Haßfurt. In Haßfurt konnte er weiterhin viele Punkte erzielen und mit den Haßfurtern zum Ende der Saison 1997/98 in die 1. Liga Süd aufsteigen. Pokorný blieb ein weiteres Jahr beim ERC und entschloss sich anschließend für einen Vereinswechsel. In den drei Jahren, in denen er das Trikot der Haßfurter trug, kam er auf 133 Ligaspiele und konnte dabei 94 Mal punkten.
Zur Spielzeit 1999/00 zog es ihn nach Dortmund, wo er fortan für den dort ansässigen EHC Dortmund die Schlittschuhe schnürte. In der Westfalenmetropole gehörte er mehrfach zu den Topscorern und war einer der Leistungsträger im Team der Elche. In den 64 Partien, die er in der viertklassigen Regionalliga NRW absolvierte, erzielte der Deutsch-Tscheche 132 Punkte. Weitere Karrierestationen in den folgenden Jahren waren die ESC Hammer Huskies, der EV Lindau sowie EHC Ulm/Neu-Ulm. Nach der Saison 2005/06 beendete Pokorný seine aktive Karriere im Alter von 41 Jahren, ehe er in der Spielzeit 2007/08 noch einmal für die zweite Mannschaft des EV Ravensburg in der Regionalliga aktiv war.
Nachdem er im Jahr 2008 bereits für eine kurze Zeit als Trainer beim Bayernligisten ECDC Memmingen tätig gewesen war, war Pokorný anschließend in unterschiedlichen Funktionen beim PIKES EHC Oberthurgau in der Schweiz tätig. In der Saison 2009/10 absolvierte er einige Partien für die zweite Mannschaft in der fünfthöchsten Schweizer Liga. Im Folgejahr übernahm er dieses Team als Trainer. Von August bis Dezember 2011 war er Cheftrainer der ersten Mannschaft in der 1. Liga, zu dessen Trainerteam er in der Spielzeit 2013/14 nochmals gehörte. Nach einigen Jahren Pause war er von 2020 bis 2022 Assistenztrainer der ersten Mannschaft.

## Erfolge und Auszeichnungen
- 1992 Meister der Oberliga mit dem ETC Timmendorfer Strand
- 1996 Aufstieg in die 1. Liga mit dem ERC Ingolstadt

## Karrierestatistik
(Legende zur Spielerstatistik: Sp oder GP = absolvierte Spiele; T oder G = erzielte Tore; V oder A = erzielte Assists; Pkt oder Pts = erzielte Scorerpunkte; SM oder PIM = erhaltene Strafminuten; +/− = Plus/Minus-Bilanz; PP = erzielte Überzahltore; SH = erzielte Unterzahltore; GW = erzielte Siegtore; 1 Play-downs/Relegation; Kursiv: Statistik nicht vollständig)

## Familie
Thomas Pokorný ist der Vater des Eishockeyspielers Calvin Pokorný, der seit 2019 in der DEL2 aktiv ist.